# 今村匠実
今村匠実（いまむら たくみ、1989年5月6日 - ）は、千葉県柏市出身のサッカー選手。ポジションはDF。日本人初のラ・リーガ、デポルティーボ・アラベスのスタッフでもある。

## 概要
小・中学校時代は柏レイソルの下部組織でプレー。高校は流通経済大学付属柏高等学校に進学してサッカー部に入部した。同級生に大前元紀、比嘉祐介、中里崇宏がいる。高校3年次に高円宮杯第18回全日本ユースサッカー選手権 (U-18)大会優勝、第86回全国高等学校サッカー選手権大会優勝を経験した。流経大柏高校卒業後、慶應義塾大学に進学し、大学院修士課程修了まで在籍した。
その後、2014年にオーストラリア2部のブリスベン・フォース、2016年にニュージーランド1部のオネハンガ・スポーツに所属した。
2018年にスペインリーグに挑戦し、CD Masnou、CD Nanclares、SD Salvatierraを経て、2021年テルセーラ・ディビシオンのアーロ・デポルティーボに加入。
また、2019年からラ・リーガのデポルティーボ・アラベスのスタッフにも就任し、乾貴士や原大智とも交流。当クラブで初めての日本人スタッフでもある。

## タイトル

### クラブ
流通経済大学付属柏高校
- 高円宮杯全日本ユース(U-18)サッカー選手権大会：1回（2007年）
- 全国高等学校サッカー選手権大会：1回（2007年）
- 高校総体千葉県大会：3回（2005年、2006年、2007年）
- 全国高等学校サッカー選手権千葉大会：2回（2005年、2007年）
- 千葉県私学大会：2回（2006年、2007年）
- アスピランチリーグ：1回（2007年）

慶応義塾大学
- 関東大学サッカーリーグ戦2部：1回（2008年）

## 参考資料
- “【サッカー選手 今村匠実さん】目の前の人を大切にする”.   PERSOL (パーソル）グループ (2018年3月5日). 2022年1月31日閲覧。
- “【マルチフットボーラーの世界】Z世代の学生記者がつくる職業図鑑「JOB　INDEX」”.   SEIKYO SHIMBUN (2021年12月27日). 2022年1月31日閲覧。
- “久保建英を育てたスペインと日本「4つの違い」。12歳の彼とバルサでプレーした日本人と考えた”.   HUFF POST (2021年8月3日). 2022年1月31日閲覧。
- “柏ラッセルOB情報☆国内・国外で活躍!応援よろしくお願いします!!”.   柏ラッセル (2019年9月20日). 2022年1月31日閲覧。
- “「大事なもの、大切な人」―『大切な二人の笑顔』”.   産経新聞社 (2006年12月8日). 2022年1月31日閲覧。